# Ivybridge
Ivybridge è un paese di 12 581 abitanti della contea del Devon, in Inghilterra.

## Amministrazione

### Gemellaggi
- Saint-Pierre-sur-Dives, Francia
- Beverungen, Germania
- Bedford, Stati Uniti